# ماسور
ماسور (به انگلیسی: The Masseur) یک فیلم پورنو در ژانر درام به کارگردانی بریانته مندوزا، محصول سال ۲۰۰۵ است. داستان فیلم در مورد ماسور ها می باشد که ماساژ اروتیک را به صورت حرفه ای در روسپی‌خانه مخصوص مردان همجنسگرا انجام می دهند و سعی می کنند در جهانی زندگی کنند که تن‌فروشی در آن گناه قلمداد می شود. شخصیت اصلی فیلم فردی است به نام ایلیاک که پسر خوش تیپ و جوانی ۲۰ ساله است که در روسپی‌خانه همجنسگرایان ، به عنوان ماسور مشغول ماساژ اروتیک است و لذا با مشتریان خود روابط جنسی دارد و در حقیقت از راه تجارت فحشا و تن‌فروشی کسب درآمد می کند.

## داستان
ایلیاک با اطلاع از اینکه پدرش در بستر بیماری حالش وخیم شده است به خانه می رود که متوجه می شود او درگذشته است. ایلیاک عاشقانه در تهیه مراسم خاکسپاری پدرش از جمله لباس پوشاندن بر جنازه پدرش در داخل مرده‌شوی‌خانه کمک می کند. در همان زمان، فیلم سکانس های ایلیاک را در روسپی‌خانه همجنسگرایان نشان می دهد که مشغول ارائه خدمات ماساژ اروتیک به مشتریان است. اولین مشتری که با یک ملاقات اتفاقی ایلیاک توجه وی را به خود جلب میکند یک نویسنده رمان عاشقانه بود. او با مشتری خود مشغول ماساژ اروتیک می شود و رفته رفته ارتباط خود را با مشتری خود گسترش می دهد و میل جنسی او را برآورده می کند. در ادامه با هم درباره چگونگی روند داستان در رمان بحث می کنند؛ در حین کار، بدن مشتری او را به یاد جنازه پدرش می اندازد. در آخر او عملکرد خود را با فحشا و فروش سایر جذابیتهای خود و تن‌فروشی برای مشتری کامل می کند. در همین حین دوست‌دخترش که در یک کاباره کار می کند و بدیهی است مثل ایلیاک یک فاحشه است و تن‌فروشی می کند، منتظر ایلیاک است تا کارش تمام شود و از روسپی‌خانه همجنسگرایان خارج شود. این فیلم همچنین سایر پسرهای ماسور و جوان را در روسپی‌خانه همجنسگرایان با مشتریان خود نشان می دهد. آنها با ملایمت و شوخ طبعی با مشتریان خود روابطی با ظاهر اعتماد متقابلانه ایجاد می کنند و در حالی که با مشتریان خود مشغول ماساژ اروتیک هستند از رویاها و آرزوهای آینده خود می گویند و در نهایت در پایان کار، سرانجام جذابیتهای خود را به مشتریان میفروشند و با تن‌فروشی کارشان را به اتمام می رسانند. بیشتر مشتریان هم هوس باز و خودخواه همیشه دنبال تخفیف یا خدماتی فراتر در قبال هزینه هستند. آخرین سکانس ایلیاک را نشان می دهد که با تاکسی به خانه دوست‌دخترش می رود. 

## جوایز
- جایزه پلنگ طلایی پنجاه و هشتمین جشنواره لوکارنو در سوئیس .